# Copa Libertadores 1995
Die Copa Libertadores 1995 war die 36. Auflage des wichtigsten südamerikanischen Fußballwettbewerbs für Vereinsmannschaften. Es nahmen 21 Mannschaften, darunter jeweils die Landesmeister der CONMEBOL-Länder und die Zweiten, teil. Das Teilnehmerfeld komplettierte Titelverteidiger CA Vélez Sársfield. Das Turnier begann am 8. Februar und endete am 30. August 1995 mit dem Final-Rückspiel. Der brasilianische Vertreter Grêmio FBPA gewann das Finale gegen Atlético Nacional und damit zum zweiten Mal die Copa Libertadores.

## Gruppenphase

### Gruppe 1
| Pl. | Verein                | Sp. | S | U | N | Tore    | Diff. | Punkte |
| --- | --------------------- | --- | - | - | - | ------- | ----- | ------ |
| 1.  | River Plate           | 6   | 3 | 3 | 0 | 011:600 | +5    | 09     |
| 2.  | Club Atlético Peñarol | 6   | 2 | 3 | 1 | 009:700 | +2    | 07     |
| 3.  | CA Independiente      | 6   | 2 | 1 | 3 | 008:800 | ±0    | 05     |
| 4.  | Club Atlético Cerro   | 6   | 1 | 1 | 4 | 005:120 | −7    | 03     |

|                       |   |                     | Hinspiel | Rückspiel |
| --------------------- | - | ------------------- | -------- | --------- |
| CA Independiente      | - | River Plate         | 1:1      | 0:2       |
| Club Atlético Peñarol | - | Club Atlético Cerro | 3:3      | 2:0       |
| Club Atlético Peñarol | - | CA Independiente    | 1:2      | 1:0       |
| Club Atlético Cerro   | - | River Plate         | 0:1      | 0:5       |
| Club Atlético Peñarol | - | River Plate         | 1:1      | 1:1       |
| Club Atlético Cerro   | - | CA Independiente    | 1:0      | 1:2       |

### Gruppe 2
| Pl. | Verein             | Sp. | S | U | N | Tore    | Diff. | Punkte |
| --- | ------------------ | --- | - | - | - | ------- | ----- | ------ |
| 1.  | Club Cerro Porteño | 6   | 4 | 2 | 0 | 016:600 | +10   | 10     |
| 2.  | Club Olimpia       | 6   | 3 | 3 | 0 | 016:700 | +9    | 09     |
| 3.  | FC Caracas         | 6   | 2 | 0 | 4 | 008:180 | −10   | 04     |
| 4.  | Trujillanos FC     | 6   | 0 | 1 | 5 | 008:170 | −9    | 01     |

|                    |   |                    | Hinspiel | Rückspiel |
| ------------------ | - | ------------------ | -------- | --------- |
| Trujillanos FC     | - | FC Caracas         | 1:3      | 2:3       |
| Club Olimpia       | - | Club Cerro Porteño | 1:1      | 2:2       |
| Club Olimpia       | - | Trujillanos FC     | 4:1      | 2:2       |
| Club Olimpia       | - | FC Caracas         | 5:0      | 2:1       |
| Club Cerro Porteño | - | FC Caracas         | 2:1      | 6:0       |
| Club Cerro Porteño | - | Trujillanos FC     | 3:1      | 2:1       |

### Gruppe 3
| Pl. | Verein                   | Sp. | S | U | N | Tore    | Diff. | Punkte |
| --- | ------------------------ | --- | - | - | - | ------- | ----- | ------ |
| 1.  | CD Los Millonarios       | 6   | 3 | 1 | 2 | 011:800 | +3    | 07     |
| 2.  | Atlético Nacional        | 6   | 2 | 3 | 1 | 005:400 | +1    | 07     |
| 3.  | CD Universidad Católica* | 6   | 2 | 1 | 3 | 010:140 | −4    | 05     |
| 4.  | CF Universidad de Chile* | 6   | 2 | 1 | 3 | 007:700 | ±0    | 05     |

|                         |   |                         | Hinspiel | Rückspiel |
| ----------------------- | - | ----------------------- | -------- | --------- |
| CF Universidad de Chile | - | CD Universidad Católica | 4:1      | 0:2       |
| Atlético Nacional       | - | CD Los Millonarios      | 0:0      | 0:2       |
| CD Los Millonarios      | - | CD Universidad Católica | 5:1      | 1:4       |
| Atlético Nacional       | - | CD Universidad Católica | 3:1      | 1:1       |
| CD Los Millonarios      | - | CF Universidad de Chile | 1:0      | 2:3       |
| Atlético Nacional       | - | CF Universidad de Chile | 1:0      | 0:0       |

* Universidad Católica und Universidad de Chile trugen ein Entscheidungsspiel um den dritten Platz aus; Universidad Católica gewann 4:1 und qualifizierte sich fürs Achtelfinale.

### Gruppe 4
| Pl. | Verein         | Sp. | S | U | N | Tore    | Diff. | Punkte |
| --- | -------------- | --- | - | - | - | ------- | ----- | ------ |
| 1.  | SE Palmeiras   | 6   | 4 | 1 | 1 | 015:500 | +10   | 09     |
| 2.  | Grêmio FBPA    | 6   | 3 | 2 | 1 | 012:700 | +5    | 08     |
| 3.  | CS Emelec      | 6   | 1 | 2 | 3 | 008:120 | −4    | 04     |
| 4.  | CD El Nacional | 6   | 1 | 1 | 4 | 003:140 | −11   | 03     |

|                  |   |                | Hinspiel | Rückspiel |
| ---------------- | - | -------------- | -------- | --------- |
| SE Palmeiras     | - | Grêmio FBPA    | 3:2      | 0:0       |
| Emelec Guayaquil | - | CD El Nacional | 1:1      | 2:0       |
| CD El Nacional   | - | SE Palmeiras   | 1:0      | 1:7       |
| Emelec Guayaquil | - | SE Palmeiras   | 1:2      | 1:2       |
| Emelec Guayaquil | - | Grêmio FBPA    | 2:2      | 1:4       |
| CD El Nacional   | - | Grêmio FBPA    | 1:2      | 0:2       |

### Gruppe 5
| Pl. | Verein                 | Sp. | S | U | N | Tore    | Diff. | Punkte |
| --- | ---------------------- | --- | - | - | - | ------- | ----- | ------ |
| 1.  | Sporting Cristal       | 6   | 3 | 3 | 0 | 015:400 | +11   | 09     |
| 2.  | Club Bolívar           | 6   | 2 | 3 | 1 | 008:500 | +3    | 07     |
| 3.  | Alianza Lima           | 6   | 1 | 2 | 3 | 010:110 | −1    | 04     |
| 4.  | Club Jorge Wilstermann | 6   | 1 | 2 | 3 | 006:190 | −13   | 04     |

|                        |   |                        | Hinspiel | Rückspiel |
| ---------------------- | - | ---------------------- | -------- | --------- |
| Club Bolívar           | - | Club Jorge Wilstermann | 2:0      | 1:1       |
| Sporting Cristal       | - | Alianza Lima           | 3:0      | 1:1       |
| Club Jorge Wilstermann | - | Alianza Lima           | 2:1      | 1:6       |
| Club Bolívar           | - | Alianza Lima           | 3:1      | 1:1       |
| Club Jorge Wilstermann | - | Sporting Cristal       | 2:2      | 0:7       |
| Club Bolívar           | - | Sporting Cristal       | 1:1      | 0:1       |

## Achtelfinale
|                      | Gesamt          |                       | Hinspiel | Rückspiel |
| -------------------- | --------------- | --------------------- | -------- | --------- |
| Club Olimpia         | 0:5             | Grêmio FBPA           | 0:3      | 0:2       |
| Emelec Guayaquil     | 2:2 (5:4 i. E.) | Club Cerro Porteño    | 2:0      | 0:2       |
| Alianza Lima         | 1:3             | CD Los Millonarios    | 1:1      | 0:2       |
| FC Caracas           | 5:8             | Sporting Cristal      | 2:2      | 3:6       |
| Club Bolívar         | 1:3             | SE Palmeiras          | 1:0      | 0:3       |
| Atlético Nacional    | 6:2             | Club Atlético Peñarol | 3:1      | 3:1       |
| CA Independiente     | 2:5             | CA Vélez Sársfield    | 0:3      | 2:2       |
| Universidad Católica | 3:4             | River Plate           | 2:1      | 1:3       |

## Viertelfinale
|                   | Gesamt          |                    | Hinspiel | Rückspiel |
| ----------------- | --------------- | ------------------ | -------- | --------- |
| River Plate       | 1:1 (5:3 i. E.) | CA Vélez Sársfield | 1:1      | 0:0       |
| Grêmio FBPA       | 6:5             | SE Palmeiras       | 5:0      | 1:5       |
| Emelec Guayaquil  | 4:2             | Sporting Cristal   | 3:1      | 1:1       |
| Atlético Nacional | 3:2             | CD Los Millonarios | 2:1      | 1:1       |

## Halbfinale
|                   | Gesamt          |             | Hinspiel | Rückspiel |
| ----------------- | --------------- | ----------- | -------- | --------- |
| Atlético Nacional | 1:1 (8:7 i. E.) | River Plate | 1:0      | 0:1       |
| Emelec Guayaquil  | 0:2             | Grêmio FBPA | 0:0      | 0:2       |

## Finale

### Hinspiel
| Grêmio Porto Alegre                                                      | Grêmio Porto Alegre | Atlético Nacional | Atlético Nacional |
| ------------------------------------------------------------------------ | --- | --- | ----------------- |
| Grêmio Porto Alegre                                                      | \| 23. August 1995 in Porto Alegre, Brasilien (Estádio Olímpico Monumental) \| \| Ergebnis: 3:1 (2:0) \| \| Schiedsrichter: Alfredo Rodas ( Ecuador) \|                                                 | \| 23. August 1995 in Porto Alegre, Brasilien (Estádio Olímpico Monumental) \| \| Ergebnis: 3:1 (2:0) \| \| Schiedsrichter: Alfredo Rodas ( Ecuador) \|                                                                       | Atlético Nacional |
| Grêmio Porto Alegre                                                      | Danrlei – Francisco Javier Arce, Catalino Rivarola, Adílson, Roger – Dinho, Luís Carlos Goiano, Carlos Miguel, Arílson (Alexandre) – Paulo Nunes (Nildo), Mário Jardel Cheftrainer: Luiz Felipe Scolari | René Higuita – José Santa, Víctor Marulanda, Francisco Foronda, Francisco Mosquera – Mauricio Serna, Carlos Gutiérrez, Alexis García, Jaime Pabón (William Matamba) – Jaime Arango, Juan Pablo Ángel Cheftrainer: Juan Pelaez | Atlético Nacional |
| Grêmio Porto Alegre                                                      | 1:0 Víctor Marulanda (1., Eigentor) 2:0 Mário Jardel (43.) 3:0 Paulo Nunes (55.) | 3:1 Juan Pablo Ángel (72.) | Atlético Nacional |
| 23. August 1995 in Porto Alegre, Brasilien (Estádio Olímpico Monumental) | | |                   |
| Ergebnis: 3:1 (2:0)                                                      | | |                   |
| Schiedsrichter: Alfredo Rodas ( Ecuador)                                 | | |                   |

### Rückspiel
| Atlético Nacional                                                  | Atlético Nacional | Grêmio FBPA | Grêmio FBPA |
| ------------------------------------------------------------------ | --- | --- | ----------- |
| Atlético Nacional                                                  | \| 30. August 1995 in Medellín, Kolumbien (Estadio Atanasio Girardot) \| \| Ergebnis: 1:1 (1:0) \| \| Schiedsrichter: Salvador Imperatore ( Chile) \|                                                                                               | \| 30. August 1995 in Medellín, Kolumbien (Estadio Atanasio Girardot) \| \| Ergebnis: 1:1 (1:0) \| \| Schiedsrichter: Salvador Imperatore ( Chile) \|                                                             | Grêmio FBPA |
| Atlético Nacional                                                  | René Higuita – José Santa (Luis Herrera), Víctor Marulanda, Francisco Foronda, Francisco Mosquera – Mauricio Serna, Carlos Gutiérrez, Alexis García, Jaime Arango (William Matamba) – Víctor Aristizábal, Juan Pablo Ángel Cheftrainer: Juan Pelaez | Danrlei – Francisco Javier Arce, Catalino Rivarola, Adílson (Luciano), Roger – Dinho, Luís Carlos Goiano, Carlos Miguel, Arílson – Paulo Nunes (Alexandre), Mário Jardel (Nildo) Cheftrainer: Luiz Felipe Scolari | Grêmio FBPA |
| Atlético Nacional                                                  | 1:0 Víctor Aristizábal (12.) | 1:1 Dinho (85.) | Grêmio FBPA |
| 30. August 1995 in Medellín, Kolumbien (Estadio Atanasio Girardot) | | |             |
| Ergebnis: 1:1 (1:0)                                                | | |             |
| Schiedsrichter: Salvador Imperatore ( Chile)                       | | |             |